# Асамштат
Асамштат (њем. Assamstadt) општина је у њемачкој савезној држави Баден-Виртемберг. Једно је од 18 општинских средишта округа Маин-Таубер-Крајс. Према процјени из 2010. у општини је живјело 2.092 становника. Посједује регионалну шифру (AGS) 8128006.

## Географски и демографски подаци
Асамштат се налази у савезној држави Баден-Виртемберг у округу Маин-Таубер-Крајс. Општина се налази на надморској висини од 340 метара. Површина општине износи 17,2 km². У самом мјесту је, према процјени из 2010. године, живјело 2.092 становника. Просјечна густина становништва износи 122 становника/km².